# Tamsui-Fluss
Der Tamsui (auch Danshui; chinesisch 淡水河, Pinyin Dànshuǐ Hé, W.-G. Tan-shui Ho, Pe̍h-ōe-jī Tām-súi Hô – „Süßwasserfluss“) ist ein Fluss im Norden der Insel Taiwan, Republik China (Taiwan). Mit seinem Hauptquellfluss Dahan (chinesisch 大漢溪, Pinyin Dàhàn Xī – „Kräftiger Kerl“) hat er eine Länge von 158,7 km.

## Verlauf
Der Dahan entspringt im nördlichen Teil des zentralen Berglandes Taiwans, an der Nordflanke des zum Xueshan-Gebirgszuges gehörenden 3524 m hohen Pintian Shan (品田山). Seine Quelle im Südosten des Landkreises Hsinchu liegt im Nationalpark Shei-Pa. In seinem Verlauf vorwiegend in Richtung Norden durchquert der Fluss den östlichen Teil des Landkreises Hsinchu und der Stadt Taoyuan, wo er auf einer Länge von 16,5 km zum Stausee Shimen aufgestaut ist, und erreicht dann die Stadt Neu-Taipeh. Im Taipeh-Becken vereinigt er sich bei Banqiao mit seinem von Südosten kommenden 81 km langen rechten Nebenfluss Xindian und trägt von da an den Namen Tamsui.
Der Tamsui bildet die Westgrenze der Stadt Taipeh. Nachdem er im Nordwesten Taipehs den 96 km langen rechten Nebenfluss Keelung aufgenommen hat, verlässt er das Taipeh-Becken, fließt zwischen dem Guanyin Shan im Südwesten und den Ausläufern der Datun-Vulkangruppe im Nordosten hindurch und mündet kurz darauf im Bezirk Tamsui nordwestlich von Taipeh in die Formosastraße.

## Geschichte
Bis zum 19. Jahrhundert befand sich am Tamsui ein wichtiger Hafen, der dann allerdings infolge von Verlandung an Bedeutung verlor. Von dieser Zeit zeugt das 1629 von den Spaniern erbaute Fort Santo Domingo im Bezirk Tamsui. Das am Ostufer des Flusses gelegene Wanhua ist der historische Stadtkern von Taipeh.